# 24 Dok
24_DOC (russisch 24Док oder russisch Двадцать четыре док) ist ein Fernsehsender, der über NTW Plus ausgestrahlt wird. Er ist der erste Dokumentarkanal Russlands und sendet rund um die Uhr.
Dieser russische Fernsehsender ist seit 2005 in Betrieb und ist im Besitz der ArtMedia Gruppe. Ausgestrahlt wird das Programm nach Russland, die übrigen GUS-Staaten und in die baltischen Staaten.
Vor Dezember 2011 bestand die Struktur des Kanals aus sieben thematischen Überschriften:
- „Unsere Gesellschaft“
- „Unsere Geografie“
- „Unsere Kultur“
- „Unsere Wissenschaft“
- „Unsere Archive“
- „Unser Dokumentarkino“
- „Die Welt über uns“ (im Sinne von: „Die Meinung der Welt über uns“)

## Quelle und Weblink
- Offizielle Website von 24 Dok. Abgerufen am 22. September 2017.